# Liste des ducs et duchesses d'Östergötland
Depuis le XVIe siècle, plusieurs princes ont été créés duc d’Östergötland (en suédois, Hertig av Östergötland) par les rois de Suède successifs. Nominal depuis 1772, ce titre se transmet aussi à l’épouse du prince, qui est ainsi une duchesse consort. La province d’Östergötland a pu être connue sous les noms français d’Ostrogothie, ou encore de Gothie-Orientale.

## Liste des ducs et duchesses d’Östergötland

### Maison de Sverker
Selon l’historien du XVIIIe siècle Magnus Boræn, dans son ouvrage Klostret i Vreta i Östergötland (1724), le prince suédois Sune Sik, possible fils du roi Sverker Ier de Suède, aurait été titré duc d’Östergötland, à une époque où l’usage d’un tel titre était méconnu en Suède.

### Maison Vasa
Sous la maison Vasa, deux princes ont porté ce titre :
1. le prince Magnus de Suède (1542-1595), de 1560 (titré aussi duc de Dalsland) à sa mort (par Gustave Ier de Suède) ;
2. le prince Jean de Suède (1589-1618), de 1606 à sa mort (par Charles IX de Suède) ; 
titre transmis à son épouse, la princesse Marie-Élisabeth de Suède (1596-1618), en tant que duchesse consort, de son mariage, en 1612, à sa mort (douairière pendant son veuvage) ;

#### Armoiries

Armoiries du prince Magnus.
Armoiries du prince Jean.

### Maison de Holstein-Gottorp
Sous la maison de Holstein-Gottorp, 1 seul prince a porté ce titre :
1. le prince Frédéric-Adolphe de Suède (1750-1803), de 1772 à sa mort (par Gustave III de Suède).

#### Armoiries

Armoiries du prince Frédéric-Adolphe.

### Maison Bernadotte
Sous la maison Bernadotte, trois princes ont porté et porte ce titre :
1. le prince Oscar de Suède et de Norvège (1829-1907), de sa naissance à sa montée sur le trône en 1872 (par Charles XIV Jean de Suède) ; 
 titre transmis à son épouse, la princesse Sophie de Nassau (1836-1913), en tant que duchesse consort, de son mariage, en 1857 à 1872 ;
2. le prince Charles de Suède (1911-2003), de sa naissance à son mariage avec une roturière, en 1937 (par Gustave V de Suède) ;
3. la princesse Estelle de Suède (2012), depuis sa naissance (par Charles XVI Gustave de Suède).

## Armoiries

Armoiries du prince Oscar.
Armoiries du prince Charles.
Armoiries de la princesse Estelle.